# Fabien Doubey
Fabien Doubey (Viriat, 21 oktober 1993) is een Frans wielrenner. Anno 2023 rijdt hij voor Team TotalEnergies. 
Doubey, wiens tweelingbroer Loïc ook wielrenner is, boekte zijn eerste succes in 2011 door Frans kampioen bij de junioren te worden, later dat jaar werd hij tevens vice-wereldkampioen bij de junioren. In het seizoen 2014-2015 werd hij Frans kampioen bij de beloften.

## Palmares

### Veldrijden
Overwinningen
| Seizoen                     | Wereldbeker | Coupe de France | WK  | EK  | FK     | Overige | Aantal zeges |
| --------------------------- | ----------- | --------------- | --- | --- | ------ | ------- | ------------ |
| 2015-2016                   |             |                 | DNS | DNS | DNS    |         | 0            |
| geen deelnames in 2016-2017 |             |                 |     |     |        |         |              |
| 2017-2018                   |             |                 | DNS | DNS | DNS    |         | 0            |
| 2018-2019                   |             |                 | DNS | DNS | 6e     |         | 0            |
| 2019-2020                   |             |                 | DNS | DNS | Brons  |         | 0            |
| geen deelnames in 2020-2021 |             |                 |     |     |        |         |              |
| 2021-2022                   |             |                 | DNS | DNS | Brons  |         | 0            |
| 2022-2023                   |             |                 | 25e | DNS | Zilver |         | 0            |
| 2023-2024                   |             |                 | -   | DNS | -      |         | 0            |
| 2024-2025                   |             |                 |     |     | Brons  |         |              |
| Totaal                      | 0           | 0               | 0   | 0   | 0      | 0       | 1            |

### Wegwielrennen

#### Overwinningen
2025
Eindklassement Ronde van Rwanda

#### Resultaten in voornaamste wegwedstrijden
| Jaar | Ronde van Italië | Ronde van Frankrijk | Ronde van Spanje |
| ---- | ---------------- | ------------------- | ---------------- |
| 2017 |                  |                     |                  |
| 2018 |                  |                     |                  |
| 2019 |                  |                     |                  |
| 2020 |                  |                     |                  |
| 2021 |                  | 78e                 |                  |
| 2022 |                  |                     |                  |
| 2023 |                  |                     | 36e              |
| 2024 |                  |                     |                  |
| 2025 |                  |                     |                  |

| Jaar | Luik-Bast.‑Luik | Waalse Pijl |
| ---- | --------------- | ----------- |
| 2017 | opgave          | opgave      |
| 2018 | 115e            | 71e         |
| 2019 | opgave          | 68e         |
| 2020 | opgave          | opgave      |
| 2021 | 111e            |             |
| 2022 | 52e             | opgave      |
| 2023 |                 |             |
| 2024 | opgave          | 25e         |
| 2025 | 107e            |             |

| Jaar | Parijs-Nice | Ronde van Catalonië | Ronde van het Baskenland | Ronde van Romandië | Critérium du Dauphiné | Ronde van Zwitserland |
| ---- | ----------- | ------------------- | ------------------------ | ------------------ | --------------------- | --------------------- |
| 2017 |             | 36e                 |                          | 97e                |                       |                       |
| 2018 |             |                     |                          | 66e                |                       |                       |
| 2019 |             | 24e                 |                          |                    | opgave                |                       |
| 2020 | 11e         |                     |                          |                    | 84e                   |                       |
| 2021 | 81e         |                     | 51e                      |                    |                       | 72e                   |
| 2022 | 27e         |                     | 49e                      |                    | 85e                   |                       |
| 2023 |             |                     |                          |                    |                       |                       |
| 2024 |             |                     | 80e                      |                    |                       |                       |

### Jeugd
Frans kampioen veldrijden: 2011 (junioren) en 2015 (beloften)

## Ploegen
- 2015 –  FDJ (stagiair vanaf 1-8)
- 2016 –  FDJ (stagiair vanaf 27-7)
- 2017 –  Wanty-Groupe Gobert
- 2018 –  Wanty-Groupe Gobert
- 2019 –  Wanty-Groupe Gobert
- 2020 −  Circus-Wanty-Gobert
- 2021 –  Total Direct Energie
- 2022 –  Team TotalEnergies
- 2023 –  TotalEnergies
- 2024 –  TotalEnergies
- 2025 –  TotalEnergies

Bonnet · Boucher · Chavanel · Courteille · Delage · Démare · Elissonde · Fischer · Geniez · Geslin · Jeannesson · Ladagnous · Le Bon · Le Gac · Lecuisinier · Manzin · Morabito · Mourey · Offredo · Pichon · Pineau · Pinot · Reza · Roux · Roy · Sarreau · Vaugrenard · Veikkanen · Vichot · Doubey (stagiair) · Fournier (stagiair) · Gesbert (stagiair)
Bonnet · Chavanel · Courteille · Delage · Démare · Eiking · Elissonde · Fischer · Fournier · Geniez · Hoelgaard · Konovalovas · Ladagnous · Le Bon · Le Gac · Lecuisinier · Maison · Manzin · Morabito · Offredo · Pichon · Pineau · Pinot · Reichenbach · Reza · Roux · Roy · Sarreau · Vaugrenard · Vichot · Doubey (stagiair) · Gaudu (stagiair) · Vincent (stagiair)
Antonini · Backaert · Baugnies · Degand · Dehaes · Devriendt · Doubey · Kreder · Levarlet · Martin · McNally · Meurisse · Minnaard · Napolitano · Offredo · Pasqualon · Smith · Stenuit · Van Keirsbulck · Van Melsen · Vanspeybrouck · Veuchelen · Dhaene (stagiair) · Gibbons (stagiair) · de Laat (stagiair)
Antonini · Backaert · Baugnies · De Clercq · Degand · Devriendt · Doubey · Dupont · Eiking · Kreder · Martin · McNally · Meurisse · Minnaard · Offredo · Pasqualon · Smith · Vallée · Van Keirsbulck · Van Melsen · Vanspeybrouck
Boasson Hagen · Bodnar · Bonifazio · Burgaudeau · Cabot · de la Parte · Doubey · Dujardin · Ferron · Geniez (tot 31/5) · Grellier · Jousseaume · Latour · Lawless · Manzin · Oss · Ourselin · Rodríguez · J. Sagan · P. Sagan · Simon · Soupe · Terpstra · Turgis · Van Gestel · Vuillermoz · Devanne (stagiair) · Vercher (stagiair)
Boasson Hagen · Bodnar · Bonnet · Burgaudeau · Cabot · Cras · de la Parte · Doubey · Dujardin · Ferron · Grellier · Jeannière · Jousseaume · Latour · Manzin · Oss · Ourselin · Sagan · Simon · Soupe · Tesson · Turgis · Van Gestel · Vercher · Vuillermoz · Boniface (stagiair) · Cialone (stagiair) · Grolier (stagiair)
Boniface · Bonnet · Burgaudeau · Cras · Doubey · Dujardin · Ferron · Gachignard · Grellier · Jeannière · Jegat · Jousseaume · Latour · Manzin · Ourselin · Simon · Soupe · Tesson · Turgis · Vadic · Van Gestel · Vercher · Vuillermoz · Boulahoite (stagiair) · Marcerou (stagiair) · Sanchez (stagiair)